# 竹本聡子
竹本 聡子（たけもと さとこ、1976年〈昭和51年〉7月27日 - ）は、日本の女優である。京都府出身。太田プロダクション所属。血液型はA型、華頂短期大学卒業。
所有資格は着物着付け師範、秘書士、日本ソムリエ協会認定ワインソムリエ。

## 出演

### テレビドラマ
- 大岡越前（TBS / C.A.L）
  - 第8部 第16話「抜け荷暴いた娘掏摸」（1984年11月5日）
  - 第15部 第13話「母恋し!」（1998年12月7日） - お初 役
- 水戸黄門（TBS / C.A.L）
  - 第15部 第29話「宿場救った孤独の十手・中津川」（1985年8月12日） - 幼少期のおせつ 役
  - 第27部 第22話「恋を探した盆踊り・柏崎」（1999年8月16日） - お佳代 役
  - 第31部 第7話「格も迷惑 意地っ張り母娘・宮」（2002年11月25日） - おちよ 役
  - 第33部 第19話「殿が見初めた物売り娘・長岡」（2004年8月30日） - おみね 役
- 南町奉行事件帖 怒れ!求馬シリーズ（1997年-2001年、TBS） - お花 役
- 影武者 徳川家康（1998年、テレビ朝日 / 東映） - 五郎八姫 役
- 暴れん坊将軍シリーズ（テレビ朝日）
  - 暴れん坊将軍IX 第4話「哀れ! 身売り娘を生む参勤交代」（1998年） - 琴路 役
  - 暴れん坊将軍X 第9話「小町娘連続殺人! 美人浮世絵が死を招く」（2000年）- お琴 役
  - 暴れん坊将軍XI 第15話「時効を待つ女」（2001年）- お久美 役
- 土曜ワイド劇場 （テレビ朝日）
  - 「京都殺人案内23 みちのく津軽 こぎん刺しの女」（2000年） - 真山とし子 役
  - 「終着駅シリーズ13 殺人の赴任」（2001年） - 明日めぐみ 役
  - 「逆転報道の女4 熟女ホステス連続殺人!」（2014年、朝日放送） - アキ 役
- 新・愛の嵐（2002年、東海テレビ） - 西野友子 役
- 幸福の王子（2003年、日本テレビ）
- ビギナー（2003年、フジテレビ）
- 八丁堀の七人 第5シリーズ（2004年、テレビ朝日） - お袖 役
- 盤嶽の一生 第10話「二人ばんがく」（2005年、時代劇専門チャンネル） - 弥生 役
- anego[アネゴ] 第2話（2005年、日本テレビ） - 遠藤香苗 役
- 新・科捜研の女 第6シリーズ 第7話（2005年、テレビ朝日） - 葉月 役
- 新・桃太郎侍（2006年、テレビ朝日） - おきく 役
- 愛の迷宮（2007年、東海テレビ）
- 大河ドラマ 篤姫（2008年、NHK） - 土御門藤子 役
- 徳川家康と三人の女（2008年、テレビ朝日） - 徳姫 役
- 主水之助 七番勝負 第2話（2008年、テレビ東京）
- 婚カツ! 第2話（2009年、フジテレビ）
- 花嫁のれん（2010年、東海テレビ）
- 名前をなくした女神 第1話（2011年、フジテレビ）
- 金曜プレステージ （フジテレビ）
  - 「私立探偵・下澤唯 悲しみの殺人迷路」（2011年） - 高橋理恵 役
- 水曜ミステリー9 （テレビ東京）
  - 「監察医・篠宮葉月 死体は語る12 自殺?嘱託殺人?防御創のない死体の謎…」（2012年） - 明美 役

### CM
- 日本ガラスびん協会[2]「愛のガラスびん劇場・おびん」（2009年 - 2011年9月） - 主演・おびん 役[3]（大和田伸也[4]、伊達暁[5]らと共演）

### ラジオ
- 片岡鶴太郎 今宵も神の雫（2014年9月30日 - 2015年3月、TBSラジオ）
- 片岡鶴太郎 わいわいワイン（2015年3月30日 - 9月21日、TBSラジオ）